# Абрешимчи
«Абремшимчи» — советский футбольный клуб из Ленинабада. С 1968 по 1969 год выступал в зональном турнире «Средняя Азия» класса «Б».

## История
В сезоне 1968 года «Абремшимчи» из Ленинабада (современный Худжанд) впервые приняли участие в зональном турнире «Средняя Азия» класса «Б» (третий по силе дивизион в СССР), где заняли 16 место из 24 возможных. В следующем сезоне клуб из Таджикской ССР в этом же турнире стал 15-м из 24 команд-участниц, однако не смотря на это команда прекратила выступления в классе «Б».
За «Абремшимчи» выступал Геннадий Носков, позднее игравший за ряд других среднеазиатских команд.

## Статистика
| Сезон | Дивизион                                 | Место в чемпионате | И  | В  | Н  | П  | ГЗ | ГП | О  | Примечание |
| ----- | ---------------------------------------- | ------------------ | -- | -- | -- | -- | -- | -- | -- | ---------- |
| 1968  | Чемпионат СССР, класс «Б» (Средняя Азия) | 16 из 22           | 42 | 11 | 14 | 17 | 31 | 47 | 36 | [ 1 ]      |
| 1969  | Чемпионат СССР, класс «Б» (Средняя Азия) | 15 из 24           | 46 | 14 | 14 | 18 | 42 | 50 | 42 | [ 2 ]      |